# Caracciolo Parra Pérez
Caracciolo Parra Pérez (Mérida, 19 de marzo de 1888 - París, Francia, 19 de septiembre de 1964) fue un historiador, diplomático, abogado e intelectual venezolano. Llevó a cabo un completo análisis sobre la I República de Venezuela así como estudios biográficos de dos personajes de ese período: Francisco de Miranda y Santiago Mariño. A su acuciosidad y empeño debe Venezuela la recuperación y adquisición del archivo completo de Francisco de Miranda (Colombeia), formado por 63 libros con sus cartas y negociaciones por Europa. 

## Biografía

### Primeros años
Caracciolo Parra Pérez nace en la ciudad de Mérida, el 19 de marzo de 1888. Hijo del matrimonio habido entre Juana Pérez Bracho y el doctor en Medicina, Ramón Parra Picón. Fue el octavo de los diez hijos de esta unión.  Fue descendiente de reconocidos intelectuales de la región. La influencia de su padre, Ramón Parra Picón y de su abuelo, Caracciolo Parra Olmedo, ambos rectores de la Universidad de Los Andes, es decisiva en su formación académica, que desarrolla en diversas instituciones merideñas. En sus años de estudiante incursiona en la escritura y colabora en el diario regional Merideño, además de formar parte del grupo literario Génesis. Fue primo hermano del jurista y escritor Caracciolo Parra Leon.
En 1910, luego de graduarse como doctor en Ciencias Políticas en la Universidad de Los Andes, se traslada a Caracas. Allí permanece alrededor de un año, antes de marcharse a París. Ese fue el primero de muchos viajes y estadías en Europa.

### Carrera diplomática
Continúa en París sus estudios en Derecho y Ciencias Políticas. En 1913 es nombrado agregado de la delegación de Venezuela en Francia. Desde ese momento, su vida transcurrirá la mayor parte del tiempo en el extranjero, debido a que se dedica por entero a una activa y comprometida carrera diplomática. Llegó a pasar por todas las jerarquías. Ejerce funciones como encargado de negocios en Suiza; es representante de Venezuela ante la Sociedad de Naciones; ministro plenipotenciario de los Estados Unidos de Venezuela ante el Reino de Italia, jefe de la delegación venezolana en la Conferencia Interamericana de Consolidación de la Paz, celebrada en Buenos Aires; presidente de la delegación venezolana en las conferencias preparatorias de la futura Organización de Naciones Unidas, realizadas en los Estados Unidos y único latinoamericano en encabezar la comisión; además de embajador de Venezuela ante la Unesco. 

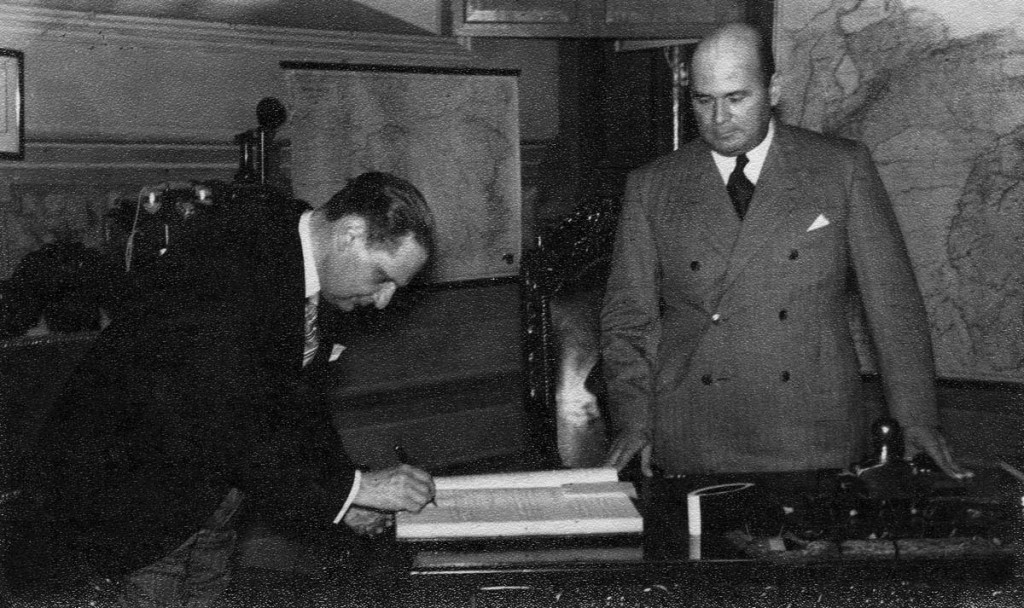
Parra Pérez al suscribir su designación como titular del despacho de Relaciones Exteriores del gobierno de Isaías Medina Angarita el 5 de mayo de 1941.

A pesar de su actividad diplomática, ejerce algunas posiciones en la administración de asuntos interiores del país. Por un brevísimo período de preside el Ministerio de Educación durante el primer año de gobierno de Eleazar López Contreras. No permanece por más tiempo porque las presiones estudiantiles derivadas de su vínculo con el régimen de Juan Vicente Gómez determinaron su salida; luego colabora estrechamente con el ejecutivo en la redacción de su programa de gobierno. De igual manera, durante el mandato del Presidente Isaías Medina Angarita ocupa el cargo de Canciller de la República. 
Luego del hundimiento del Monagas en el golfo de Venezuela por un submarino alemán el 16 de febrero de 1942, el canciller Parra Pérez envió una nota de protesta a través de la delegación diplomática en Berna (Suiza), la cual el gobierno de Adolfo Hitler no aceptó. Venezuela ya había roto relaciones diplomáticas desde diciembre de 1941 con los países del Eje (Alemania, Japón e Italia). Estos hechos trajeron como consecuencia algunas acciones diplomáticas tales como el congelamiento de los bienes de ciudadanos alemanes radicados en Venezuela. Al mismo tiempo, el gobierno restringió las actividades económicas de estos grupos dentro de las fronteras del país. Se logró, por medio de investigaciones detener por lo menos a 800 ciudadanos de nacionalidad alemana que tenían actividades de apoyo al partido Nazi, los mismos fueron encarcelados y luego confinados en campos de concentración en Lara y Trujillo. Por otro lado se clausuró el Colegio Alemán de Caracas y el Club Alemán luego de ser comprobado que tenían actividades pronazis.
Fue el artífice de la primera visita oficial al exterior de un presidente venezolano en ejercicio de sus funciones. El 17 de julio de 1943, el presidente Medina Angarita da comienzo a una gira por las naciones bolivarianas: Colombia, Ecuador, Perú, Bolivia y Panamá, correspondiendo así a las visitas de estado hechas a Venezuela por los presidentes Manuel Prado Ugarteche, de Perú; Alfonso López Pumarejo, de Colombia y Carlos Arroyo del Río, de Ecuador, en 1942; y de Enrique Peñaranda, de Bolivia y de Higinio Morínigo, de Paraguay, en 1943; estableciéndose una nueva modalidad en las relaciones de los países latinoamericanos en la búsqueda de unidad de intereses comunes y de acción conjunta. Al año siguiente, preside la delegación venezolana que tomó parte, por invitación del Presidente Franklin D. Roosevelt, en la elaboración del proyecto de la carta fundacional de las Naciones Unidas, junto a los Doctores Juan Oropeza, Manuel Pérez Guerrero, Rafael Ernesto López Ortega y Pedro Zuloaga Ramírez.
En 1945 se  exilia en París luego del derrocamiento del presidente Medina Angarita por el golpe de Estado de 1945, denominada como Revolución de Octubre. En 1946 el presidente de la Junta Revolucionaria de Gobierno, Rómulo Betancourt, lo designa como embajador en Francia.

### Trabajo como historiador
Durante sus largas estadías en el extranjero, Parra Pérez comparte las actividades diplomáticas con el estudio exhaustivo de la Historia de Venezuela, actividad por la que trasciende como uno de los grandes investigadores del pasado venezolano. En 1918 publica tres trabajos sobre Simón Bolívar, bajo el título Quelques pages sur Bolívar. Pero su verdadera inquietud intelectual se encuentra alrededor de la figura del general Francisco de Miranda, personaje a quien dedica buena parte de sus investigaciones, publicadas originalmente en francés. La más importante de ellas es Miranda et la révolution française (1925); otras como Delphine de Custine, belle amie de Miranda (1927) y Miranda et Madame de Custine (1950), son derivaciones del primer texto.
Algunos estudiosos de la obra de Parra Pérez consideran que su primer trabajo sobre Miranda respondía a los ataques que algunos historiadores franceses hacían al precursor y precisamente por esa razón lo escribe en francés, para que pudieran leerlo sus detractores. Evidencia devoción por el tema, hasta hacerle seguimiento y encontrar el Archivo de Miranda llamado "Colombeia" (que algunos creen fue encontrado inicialmente por Alberto Adriani).  El conjunto de 63 tomos, empastados por su autor en cuero con letras de oro, que navegaron por el océano durante meses, y se mantuvieron ajenos a Venezuela durante un siglo, contienen todas las cartas, negociaciones y reflexiones que hizo el prócer en vida. Parra Pérez no se conforma con haberlo localizado, hace además todas las gestiones necesarias para que el Estado venezolano lo adquiera, lo cual ocurre en 1926. 
Luego de concluir su obra sobre Miranda, lleva adelante nuevas investigaciones también fundamentales para el país. La primera la titula El régimen español en Venezuela, obra que escribe mientras se encuentra en Italia. En ella analiza las instituciones hispánicas y su incidencia en las provincias americanas, sin dejarse llevar por la llamada «leyenda negra» que descalifica la presencia española en el continente. 
Otro significativo trabajo es la Historia de la I República, publicado en 1939, en el cual Parra Pérez aborda en profundidad las dificultades y complejidad del primer ensayo republicano. Su trabajo intelectual nunca descansa; entre sus últimos estudios históricos, destaca el que hace sobre Santiago Mariño. A una primera obra en cinco volúmenes bajo el título Mariño y la guerra de Independencia le sigue un segundo estudio en tres volúmenes: Mariño y las guerras civiles. Los ocho tomos constituyen la investigación más completa que se haya hecho sobre este polémico y maltratado personaje de la historia venezolana; asimismo es un análisis exhaustivo de las contradicciones y enfrentamientos políticos que estuvieron presentes durante la gesta emancipadora y la construcción de la república. El exhaustivo trabajo de investigación que hace para esta obra le lleva 14 años. En 1960 es designado Individuo de Número de la Academia Nacional de la Historia y dos años más tarde del Instituto de Francia.

### Fallecimiento
Caracciolo Parra Pérez muere el 19 de septiembre de 1964 en París víctima de una dolencia renal. Había contraído matrimonio el día 9/6/1931 en Paris, con la venezolana  
María Luisa Osio Santana (1904-1962)

## Obra
- El régimen español en Venezuela: estudio histórico (1932) Madrid: Morata
- Bayona y la política de Napoleón en América (1939)
- Historia de la primera República de Venezuela (1939)
- Bolívar: contribución al estudio de sus ideas políticas (1942)
- Páginas de historia y de polémica (1943)
- Mariño y la independencia de Venezuela: Volumen 5 (1954)
- Trazos de historia venezolana (1957)
- Mariño y las guerras civiles (1958)
- La Constitución federal de Venezuela de 1811 (1959)
- Discursos (1961)
- Diálogos Bizantinos, traducción del francés y adaptación, Maria Sol Parra-Pérez de París, Italgráfica, S.A., Caracas, (1998)
- Miranda, el extranjero. Colección Estudios. Monte Ávila Editores: Serie Historia (2003)